# キャプテン・ラヴ
『キャプテン・ラヴ』は東芝EMI（現：EMIミュージック・ジャパン）より1999年3月11日に発売されたプレイステーション用恋愛アドベンチャーゲーム。

## 概要
恋愛を主題にしたゲームではあるが、多くの恋愛ゲームとは異なり、ゲーム開始時点で主人公には恋人がいて、次々と知り合う女性たち（サブヒロイン）をことごとく振って、恋人との恋愛を貫き通すという独特のストーリーになっている。シナリオは一見するとギャグ要素が強く、雑君保プの描く独特のデフォルメキャラで表現される場面も多いが、本筋で熱く語られるのは「真実の愛」についてであり、全般に漂うコミカルで軽いノリとは裏腹のまじめな内容になっている。
当初は短気でわがままな恋人よりもサブヒロインのほうがよほど魅力的に描かれており、プレイヤーに対して恋人のために戦うことへの疑問を抱かせる。恋人を捨ててサブヒロインを選ぶことも可能なのだが、この葛藤を乗り越えることで真実の愛に到達できるという構造になっている。
2001年3月29日にハムスターからMajor Wave シリーズとして再発売された。

## ストーリー
主人公は過去から逃れるため、全ての人々が平等に愛し合う世界を目指す「ラブラブ党」に入り、愛の共産化のための活動を続けてきた。しかし、大学の入学式の日に不思議な女の子「永堀愛美」と出会い、強く惹かれてしまう。2人は付き合い始めるようになるが、愛美はラブラブ党のリーダー「永堀義光」の愛娘であり、彼女との恋愛関係は個人間の恋愛を否定するラブラブ党の活動と矛盾する。主人公は苦悩に苛まれるが、愛美への想いは日々強くなり、ついにラブラブ党からの脱退を決意する。激怒した永堀は主人公と愛娘の仲を引き裂くべく数多くの刺客を差し向ける。

## システム
論撃バトルシステム
「愛の理論」を熱く語ることで相手に精神的なダメージを与え、相手の愛への信念を突き崩すことができれば勝利となるシステム。相手が喋っている間に選択肢が最大4つまで追加されて、制限時間内にどういった反論をするかを選択する。
ファジー選択システム
内容に加えて言葉の強弱やニュアンスを選択できる選択肢システム。四角形の各辺に相反する言葉（主に、上下に言葉の内容、左右に言葉の強弱やニュアンス）が表示され、そのうち隣接する2辺を制限時間内に選ぶ、変則的な4択。

## 登場人物
主人公 / キャプテン・ラヴ
小泉大学文学部3年生。女性からかなりモテる容姿をしているが、それが原因で女性がらみのトラブルに巻き込まれた過去のため、愛美に出会うまで恋愛事に興味は無かった。
ラブラブ党では屈指の論撃使いであり、裏活動組織『ラブ・キャバリアーズ』のナンバーワン。
永堀 愛美 （ながほり まなみ）
声 - 遠藤久美子
小泉大学3年生。主人公の恋人で、永堀教授の一人娘。東京タワーが大好きで東京タワーのグッズを集めている。両親は離婚していて、それ以来父親と二人暮らし。
近藤 香織 （こんどう かおり）
声 - 小西寛子
小泉大学3年生。主人公と愛美の共通の友人。主人公と愛美の関係によく口（と手）を出してお節介を焼く。
杉江 範宣 （すぎえ のりあき）
声 - 関智一
小泉大学3年生。主人公と愛美の共通の友人で、部員が一人しかいない映画研究部の部長。主人公に対して自身が撮影する8ミリ映画への出演をしつこく迫ってくる。
永堀 義光 （ながほり よしみつ）
声 - 八奈見乗児
ラブラブ党の代表（書記長）で、小泉大学政治経済学部の教授。一人娘の愛美を溺愛している。妻とは8年前に離婚。
神原 のどか （かんばら のどか）
声 - 折笠富美子
パン屋でアルバイトしている丸井高校の2年生。童顔で中学生くらいに見える。初めて店に出した自分のパンの感想をくれた主人公のことを好きになる。
青野 静果 （あおの しずか）
声 - 西野七海
主人公の隣のアパートに引っ越してきた幼稚園の先生。手料理を振る舞ったり服を繕ったりと主人公の身の回りの世話をしようとする。
上遠野 文絵 （かみとおの ふみえ）
声 - 松浦有希
無愛想な喫茶店のウェイトレス。以前は有名なアマチュアバンドで活躍していたらしい。
泉 世津子 （いずみ せつこ）
声 - 長沢美樹
居酒屋「さち」でバイトしている双子の看板娘の姉。主に調理を担当している。
泉 久美子 （いずみ くみこ）
声 - 小坂理紗子
居酒屋「さち」でバイトしている双子の看板娘の妹。主に接客を担当している。
嘉藤 美智 （かとう よしとも）
声 - 宮崎一成
アルバイト紹介所で出会う美少年。小泉大学4年生。
加賀谷 忍 （かがや しのぶ）
声 - 天野由梨
かつて愛美の面倒を見ていた女性。愛美の幸せのため、主人公に自分と付き合うように迫ってくる。
永堀 佳美 （ながほり よしみ）
声 - 榊原良子
愛美の母親。離婚後も愛美とは時々会っている。愛美の幸せのために自分の選んだ男性と結婚させようとする。
幸長 幸一 （ゆきなが こういち） / ゴージャス・ラブ
声 - 関俊彦
母親が決めた愛美の結婚相手。一流企業の営業マン。
愛美を守るため、財力を武器に闘う誠意の味方「ゴージャス・ラブ」となって現れ、たびたび主人公と対峙する。

## サブストーリー
シーン毎のセーブポイントにおいて、本編とは直接関係の無いサブストーリーを見ることができる「フリー」コマンドが現れることがある。サブストーリーで繰り返し会うことで本編に登場するキャラクターもいる。アルバイト紹介所では雑君保プ直筆の4コママンガを見ることができる。
また、本編内で特定の条件を満たすことで、ラブラブ党に捕らわれている間の愛美の様子を描いた「愛美とヤマガタくんのラブラブ党日記」（全6話）を見ることができる。

## 主題歌・挿入歌
主題歌
『好きなら好きっ！』
作詞 - 遠藤久美子&U-ki / 作曲 - U-ki / 編曲 - U-ki、村田陽一 / 歌 - 遠藤久美子
挿入歌
『二人だけの宝物』
作詞 - 田中章義、遠藤久美子 / 作曲 - 山口美央子 / 編曲 - 渡辺和紀 / 歌 - 遠藤久美子
『予感』
作詞・作曲・編曲・歌 - 松浦有希
『ミシンの歌』
歌 - 青野静果（西野七海）

## スタッフ
- 原作 - 岡野勇
- シナリオ・ディレクター - 須甲和彦
- キャラクターデザイン - 雑君保プ
- イベント作画・オープニングアニメーション - スタジオ雲雀

## 参考リンク
- 株式会社ハムスター
  - Major Wave シリーズ キャプテン・ラヴ - ウェイバックマシン（2023年5月30日アーカイブ分）